# میلرز فری (آلاباما)
میلرز فری (به انگلیسی: Millers Ferry) یک منطقهٔ مسکونی در ایالات متحده آمریکا است که در شهرستان ویلکاکس، آلاباما واقع شده‌است. میلرز فری ۳۹٫۹۳ متر بالاتر از سطح دریا واقع شده‌است.